# 8 caps dins una bossa de viatge
8 caps dins una bossa de viatge (títol original: 8 Heads in a Duffel Bag) és una pel·lícula estatunidenca dirigida per Tom Schulman, estrenada el 1997. Ha estat doblada al català.

## Argument
Tommy Spinelli és un sicari de la màfia des de fa trenta anys. Ha de lliurar als seus empresaris vuit caps de delinqüents acabades de tallar. Du a terme la seva missió i s'afanya a prendre l'avió, direcció a Mèxic. Fent escala a San Diego, té lloc un desgraciat quiproquo. Charlie, un estudiant de medicina, que va a San Diego per trobar els pares de la seva amiga Laurie, agafa la bossa de Tommy, pensant que és la seva. Tommy recupera el seu equipatge i descobreix que tots els caps han desaparegut i que en el seu lloc hi ha roba. Només li queden vint-i-quatre hores per lliurar la mercaderia abans que els seus caps comencin a posar-se nerviosos i a voler el seu propi cap.

## Repartiment
- Joe Pesci: Tommy
- Andy Comeau: Charlie
- Kristy Swanson: Laurie
- Dyan Cannon: Annette
- George Hamilton: Dick
- David Spade: Ernie
- Todd Louiso: Steve
- Ernestine Mercer: Fern
- Frank Roman: Paco

## Crítica
"Disbarat amb pretensions de comèdia d'embolics"